# Мазуренко Олена Павлівна
Мазуре́нко Оле́на Па́влівна (нар. 24 жовтня 1969, Київ, СРСР) — українська футболістка, що виступала на позиції захисника. Відома перш за все завдяки виступам у складі жіночої збірної України, донецької «Донеччанка» та німецького «Нюрнберга». Учасниця чемпіонату Європи з футболу серед жінок (2009). Неодноразово виводила збірну на поле як капітан команди.

## Життєпис
Олена Мазуренко народилася у Києві, зростала у інтернаті. В дитинстві любила грати в футбол з хлопчаками, однак жодних спортивних секцій не відвідувала. У 1989 році закінчила будівельне училище та вирішила спробувати себе у футболі, відвідавши одне з тренувань київського «Динамо». Тренерам сподобалася гра дівчини і її зарахували до команди. У 1992 році разом з клубом Мазуренко зробила «золотий дубль», перемігши у дебютних розіграшах чемпіонату та Кубку України. Наступного року вона дебютувала у щойно створеній збірній країни, за яку загалом провела більше 90 матчів, будучи капітаном команди з 1996 по 2009 рік.
Після того, як жіночу команду «Динамо» було розформовано, Мазуренко вирушила до Росії, де разом з Тетяною Верезубовою протягом одного сезону захищала кольори воронезької «Енергії». Здобувши звання чемпіонки та володарки Кубку Росії, Олена Мазуренко повернулася на Батьківщину, де продовжила виступи у складі клубу «ЦПОР-Донеччанка», якому на той час в Україні не було рівних. Саме тут її перевели з правого флангу захисту у центр. Здобувши цілу розсип національних трофеїв, футболістка вирішила ще раз спробувати свої сили у російському чемпіонаті, тим більше, що після вбивства президента «Донеччанки» Олександра Шведченка клуб знаходився на межі банкрутства. Однак представники СК «Донецьк» вимагали від клубу «Рязань-ВДВ» великих грошей за трансфер, тож Мазуренко зіграла за цей клуб лише у комерційному турнірі і залишила розташування команди.
Однак Олена майже одразу отримала запрошення німецького клубу «Нюрнберг», де грали її колеги по збірній Надія Міщенко та Наталія Малига. Так у 2000 році Мазуренко опинилася у Німеччині. Клуб виступав переважно у Баварській лізі, або інших регіональних турнірах. Мазуренко провела у команді 12 років, ставши незамінним гравцем у центрі захисту. Закінчила виступи у серпні 2012 року, провівши останній матч у футболці «Нюрнберга» проти збірної футболісток, що у різні часи виступали за клуб (7:3).
Наприкінці 2011 року Олена Мазуренко отримала премію «Вікторія футболу»-2011, як найкраща футболістка України за останні 20 років.

## Досягнення
- Чемпіонка України (4): 1992, 1996, 1998, 1999
- Срібна призерка чемпіонату України (1): 1993
- Володарка Кубка України (4): 1992, 1996, 1998, 1999
- Фіналістка Кубка України (1): 1997
- Чемпіонка Росії (1): 1995
- Володарка Кубка Росії (1): 1995
- Переможець зони «Південь» регіональної ліги Німеччини (1): 2002